# Zhuomalaga
Zhuomalaga (chiń. 卓玛拉嘎; ur. 2001) – chińska zapaśniczka walcząca w stylu wolnym. Srebrna medalistka mistrzostw Azji w 2023 roku. Trzecia na mistrzostwach Azji juniorów w 2019 roku.